# Erik Lindegren (kusk)
Erik Roland Tobias Lindegren, född 14 november 1973 i Uppsala i Uppsala län, är en svensk travtränare och travkusk. Han är verksam vid Gävletravet i Gävle.
Lindegren har närmare 20 hästar i träning. Han har tränat hästar som Francais du Gull, Ochongo Face, Orakel Face och Bolt Boko. Den 24 maj 2014 under Elitloppshelgen kom hans Francais du Gull på andraplats i Sweden Cup.

## Segrar i större lopp
| År   | Lopp                          | Häst             | Kusk           | Grupp |
| ---- | ----------------------------- | ---------------- | -------------- | ----- |
| 2010 | Diamantstoets final, juli     | Belinda Sign     | Erik Lindegren | -     |
| 2012 | Unionsloppet                  | Francais du Gull | Erik Adielsson | -     |
| 2015 | Klass II-final, sept          | Ochongo Face     | Erik Lindegren | -     |
| 2016 | Bronsdivisionens final, april | Ochongo Face     | Erik Lindegren | -     |